# Die Schule von Athen
Die Schule von Athen (italienisch La scuola di Atene) ist ein Fresko des Malers Raffael, das dieser von 1510 bis 1511 in der Stanza della Segnatura des Vatikans (ursprünglich der Saal für die Unterschriftsleistung in den Privaträumen des Papstes) für Papst Julius II. anfertigte. Das Bild ist Teil eines Zyklus, der neben der Schule von Athen den Parnass, die Disputa des allerheiligsten Sakramentes (Disputa del Sacramento) und die Kardinals- und Gottestugenden darstellt. Der Titel des Bilds verweist auf die herausragende philosophische Denkschule des antiken Griechenlands, verkörpert von ihren Vorläufern, Hauptvertretern und Nachfolgern. Im Zentrum stehen die Philosophen Platon und Aristoteles. Das Fresko verherrlicht im Sinne der Renaissance das antike Denken als Ursprung der europäischen Kultur, ihrer Philosophie und Wissenschaften.

## Das Gemälde

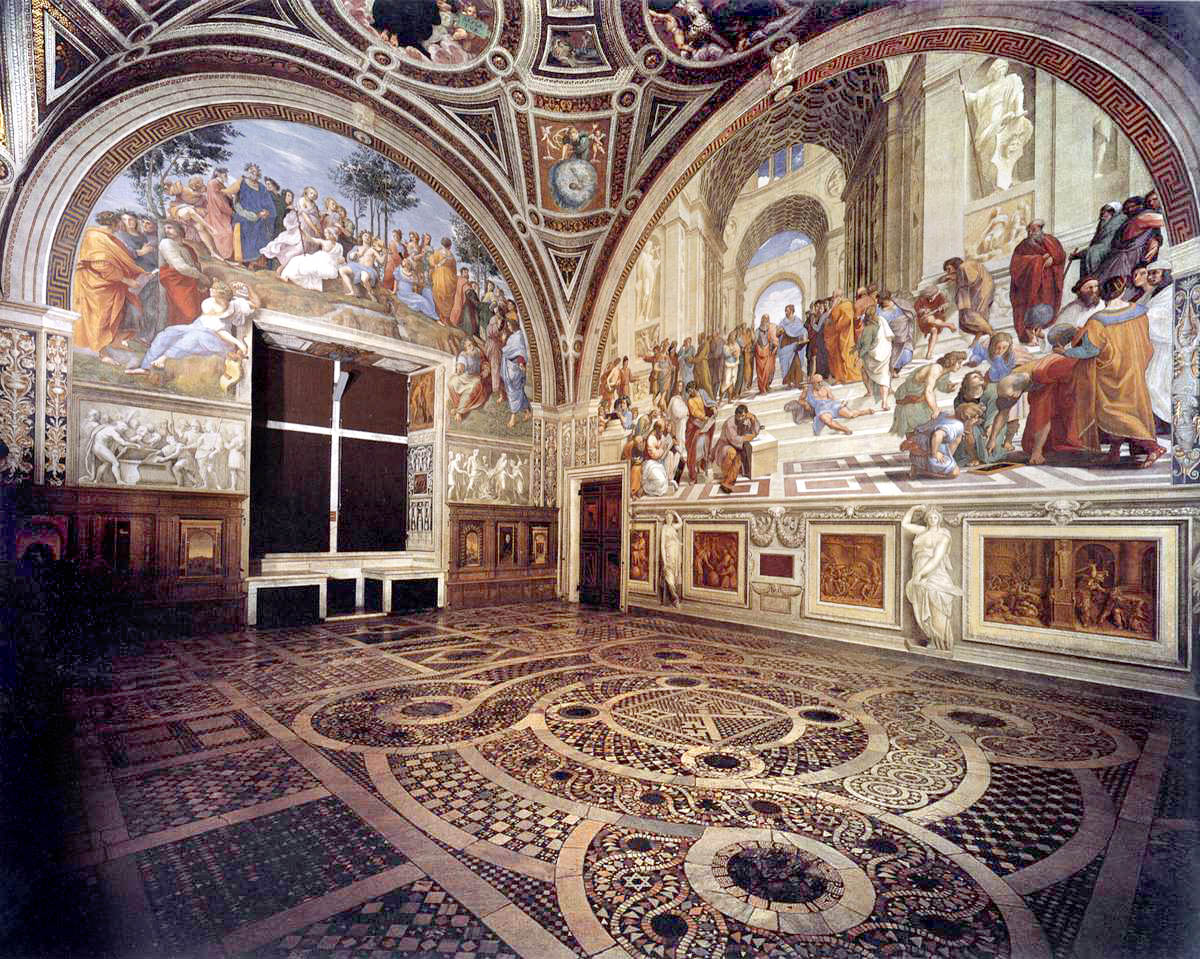
Stanza della Segnatura: Parnass und Die Schule von Athen

Das Bild, das in seiner größten Breite über etwa 7,70 m angelegt ist, zeigt einen zentralperspektivisch konstruierten, monumentalen Innenraum, in dem eine Versammlung maßgeblicher Wissenschaftler und Philosophen von der Antike bis zur Renaissance stattfindet. Links gruppieren sich die platonisch, rechts die aristotelisch orientierten Geistesgrößen. Im Hintergrund befinden sich die philosophischen Vertreter, im Vordergrund die Wissenschaftler, Mathematiker und Künstler. Der Titel Die Schule von Athen wurde erstmals von Giovanni Pietro Bellori im Jahr 1695 genannt.
Aristoteles, der seine Ethik in der Hand hält, verweist mit einer horizontalen Gebärde auf eine ethische Organisation der Welt. Platon, den Timaios in der einen Hand, die andere vertikal erhoben, symbolisiert die Bewegung der sinnlichen Welt in ein ideelles Prinzip. Dem Fresko gegenüber befindet sich die Disputa del Sacramento, ebenfalls von Raffael gemalt. Beide Bilder stellen eine Zusammenfassung von antiken und christlichen, aristotelischen und platonischen Gedanken einer Welt dar.
Der Karton für Die Schule von Athen wird in der Pinacoteca Ambrosiana in Mailand aufbewahrt. Die Figur des Pensieroso (Heraklit), am Tisch im Vordergrund sitzend, fehlt auf dem Karton und wurde dem Fresko nachträglich hinzugefügt, indem der Wandbelag an dieser Stelle entfernt und neu aufgetragen wurde.
Nach Giorgio Vasari war Die Schule von Athen das erste Fresko, das Raffael für Julius II. anfertigte. Der Papst sei von dem Werk so begeistert gewesen, dass er die Arbeiten anderer Künstler in den Stanzen unterbrechen ließ und Raffael allein mit deren Ausstattung beauftragte. Diese Chronologie ist in der Forschung aber umstritten und wird auch durch die Ergebnisse der letzten Restaurierung nur teilweise bestätigt.

## Die abgebildeten Personen
Es gibt keine einheitliche Lehrmeinung über die Zuordnung der abgebildeten Figuren. Je nach Autor weichen die Interpretationen voneinander ab oder geben mehrere mögliche Personen für die gleiche Figur an. Unstrittig sind die zentralen Figuren (Nr. 14 und 15) als miteinander im Disput befindliche Platon und Aristoteles. Nach Darstellung des Kunsthistorikers Luitpold Dussler von 1966 gelten weiterhin lediglich die Darstellungen von Sokrates (gemäß Nummerierung unten 12), Pythagoras (6), Euklid (18), Ptolemäus (20), Zarathustra (19), Raffael (R), Sodoma und Diogenes (16) als gesichert. Weitere Zuweisungen seien lediglich spekulativer Natur. Neuere Forschung versucht sowohl zusätzliche, als auch davon abweichende Zuordnungen.

Die häufigsten Zuordnungen der Figuren zu Personen der Geschichte, die jedoch teils umstritten sind:

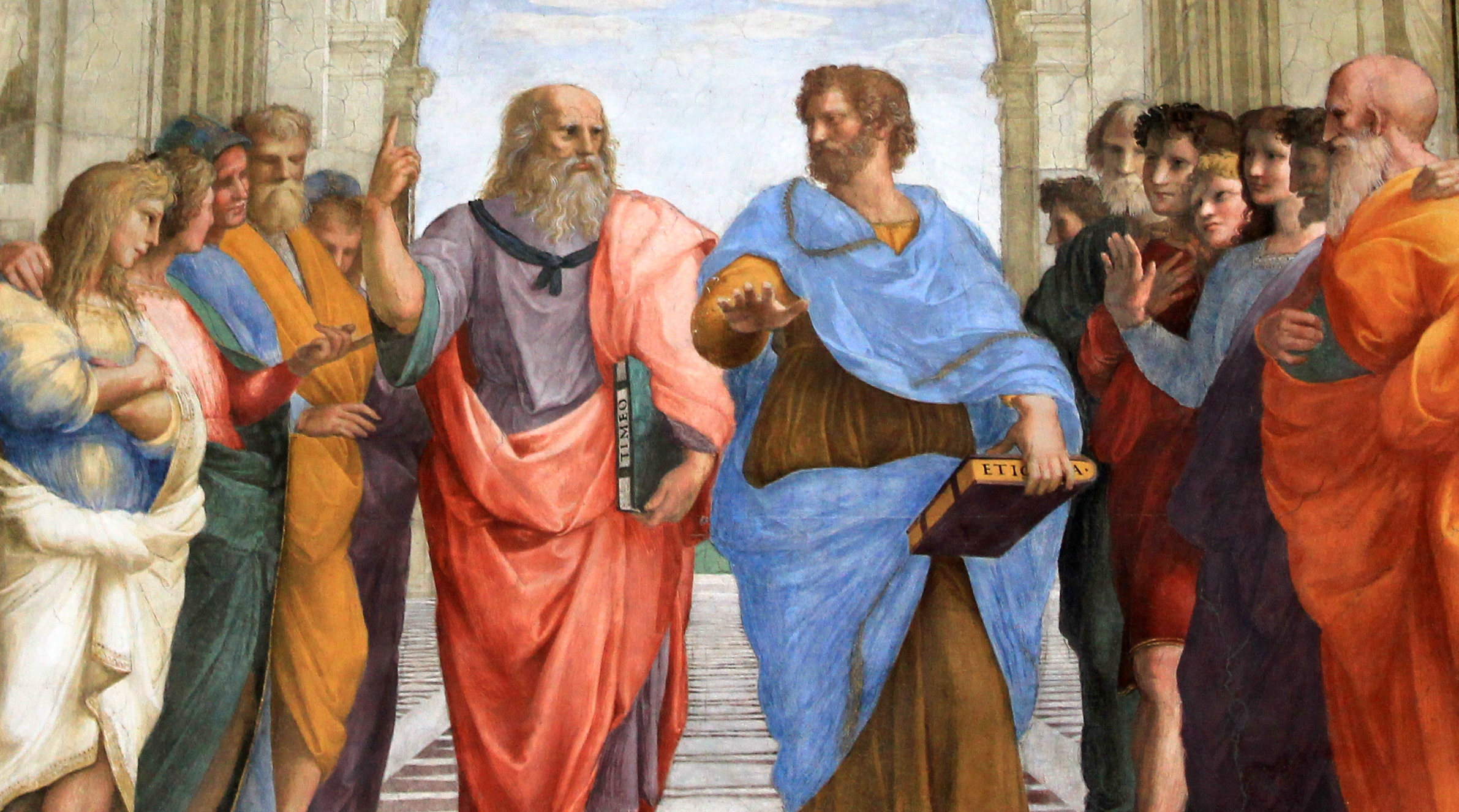
14. Platon und 15. Aristoteles (Detail)

1. Zenon von Kition (Begründer der Stoischen Schule)
2. Epikur (Begründer der Epikureischen Schule)
3. Federico II. Gonzaga (Herzog von Mantua)
4. Zuordnung nicht eindeutig: Boëthius, Anaximander oder Empedokles
5. Averroes (arabischer Philosoph und Theologe)
6. Pythagoras (Mathematiker), der Jüngling daneben Parmenides (Zuordnung nicht gesichert)
7. Alkibiades (Politiker und Feldherr aus Athen)
8. Zuordnung nicht eindeutig: Xenophon (Historiker und Biograph von Sokrates) oder Antisthenes
9. Zuordnung nicht eindeutig: Hypatia oder Francesco Maria I. della Rovere
10. Zuordnung nicht eindeutig: Aeschines oder Xenophon
11. Zuordnung nicht eindeutig: Parmenides (Philosoph, Begründer der Eleatischen Schule) oder Euklid (Mathematiker)
12. Sokrates (Philosoph und Lehrer von Platon)
13. Heraklit (Philosoph, verkörpert durch Michelangelo)
14. Platon mit der Schrift Timaios (Philosoph, verkörpert durch Leonardo da Vinci)
15. Aristoteles mit der Schrift Nikomachische Ethik (Philosoph und Schüler von Platon)
16. Diogenes (Philosoph und Kyniker)
17. Zuordnung nicht eindeutig: Plotin (Philosoph) oder Aristarchos von Samos (Astronom und Mathematiker)[3]
18. Zuordnung nicht eindeutig: Euklid oder Archimedes (Mathematiker, verkörpert durch Bramante)
19. Zuordnung nicht eindeutig: Zarathustra (persischer Religionsgründer) oder Seleukos von Babylon (Astronom)[3]
20. Ptolemäus (Astronom und Geograph)
21. Zuordnung nicht eindeutig: Protogenes oder Kopernikus[3]

Die Figur mit dem Buchstaben R gilt als Darstellung Raffaels. Auf dem Halssaum des Gewandes von Euklid befinden sich die Buchstaben R.V.S.M., die als Signatur des Künstlers (Raffael urbinas sua manu) interpretiert werden. Weiteren Deutungen nach soll der Greis mit grünem Umhang und Stock im rechten oberen Rand Kleanthes sein, ein Philosoph der Stoa, der den links neben ihm stehenden Aristarchos wegen Gottlosigkeit vor Gericht stellen ließ.

Die Schule von Athen – Zuordnungen
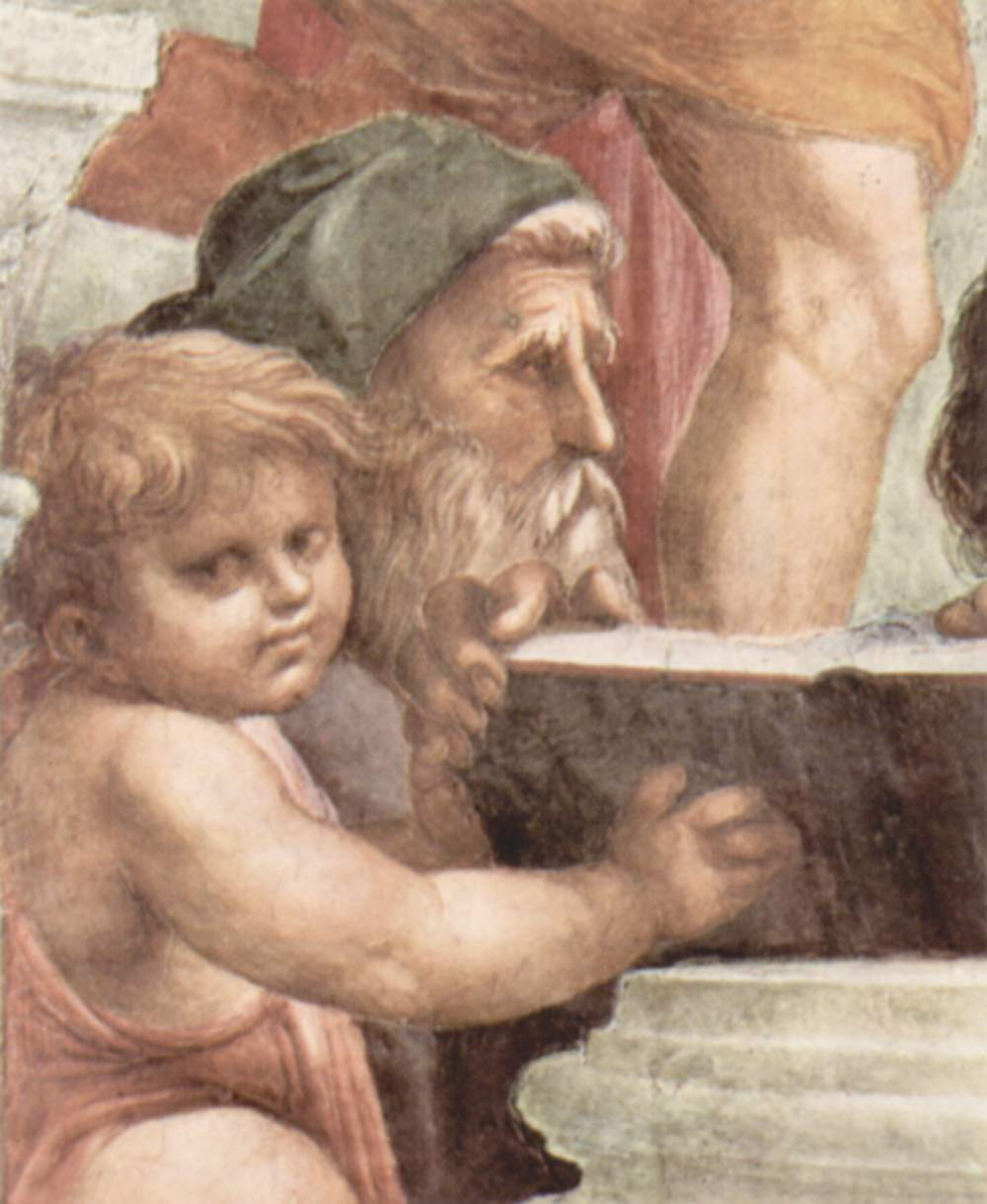
1. Zenon von Kition
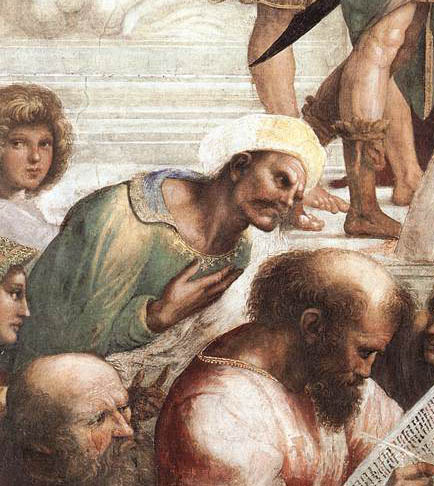
5. Averroes
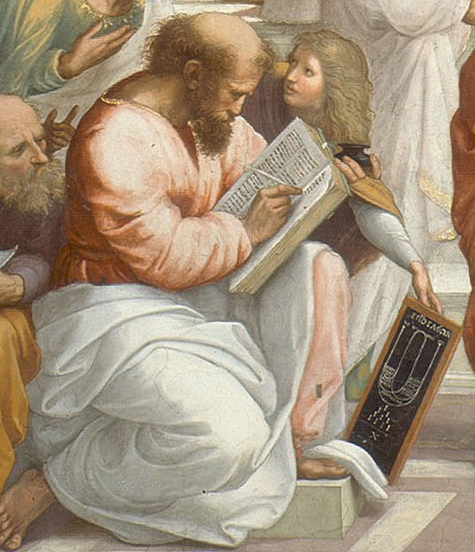
6. Pythagoras
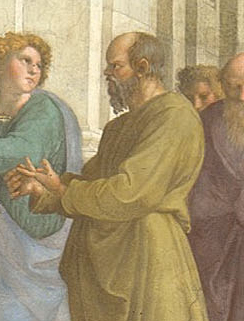
12. Sokrates
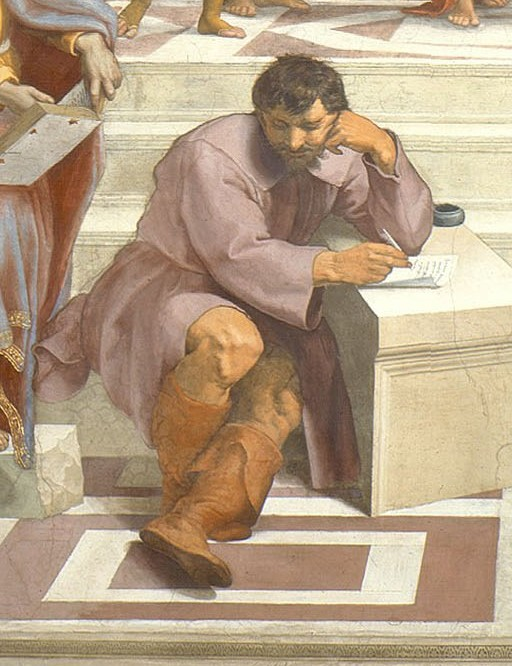
13. Heraklit (verkörpert durch Michelangelo)
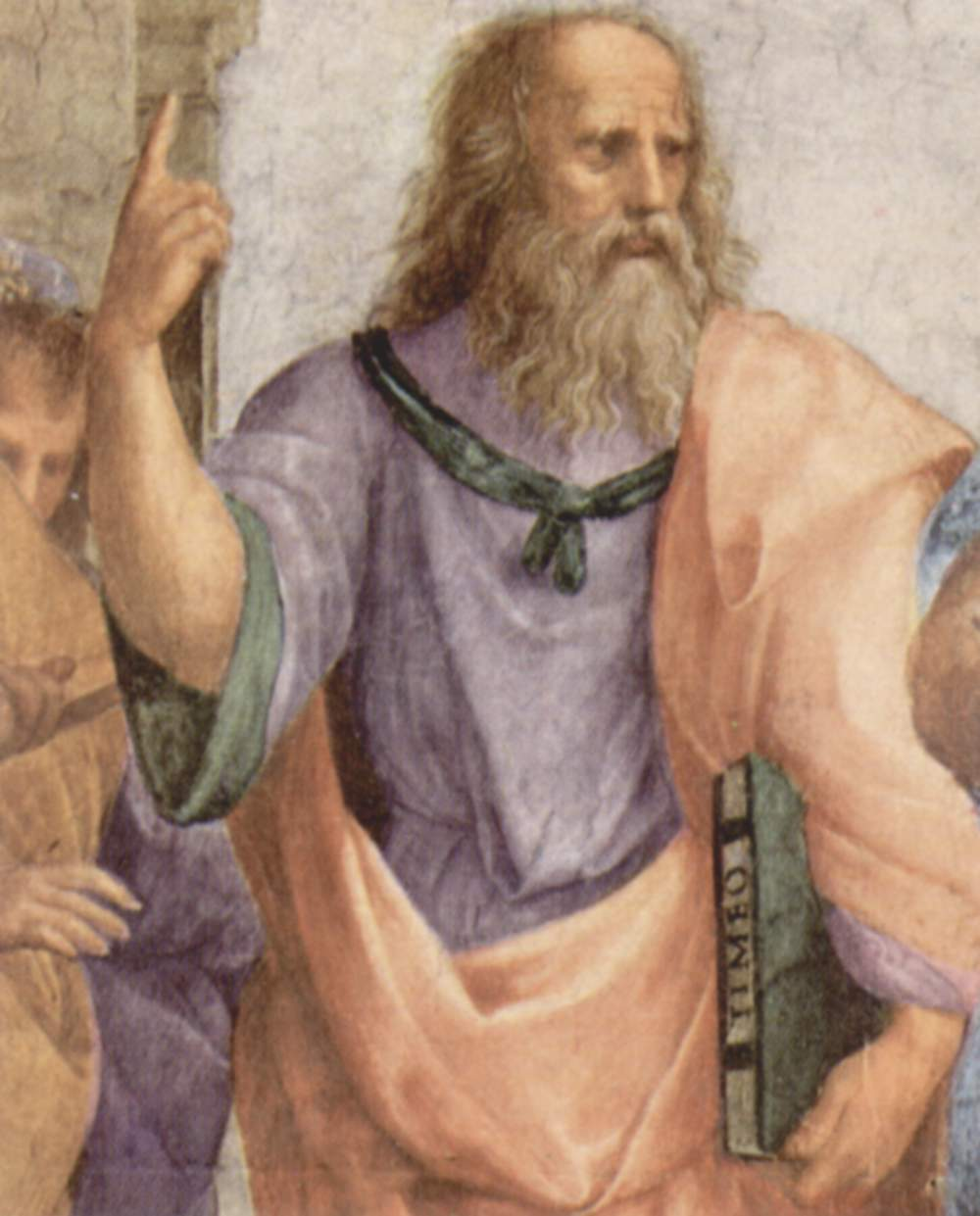
14. Platon (verkörpert durch Leonardo da Vinci)
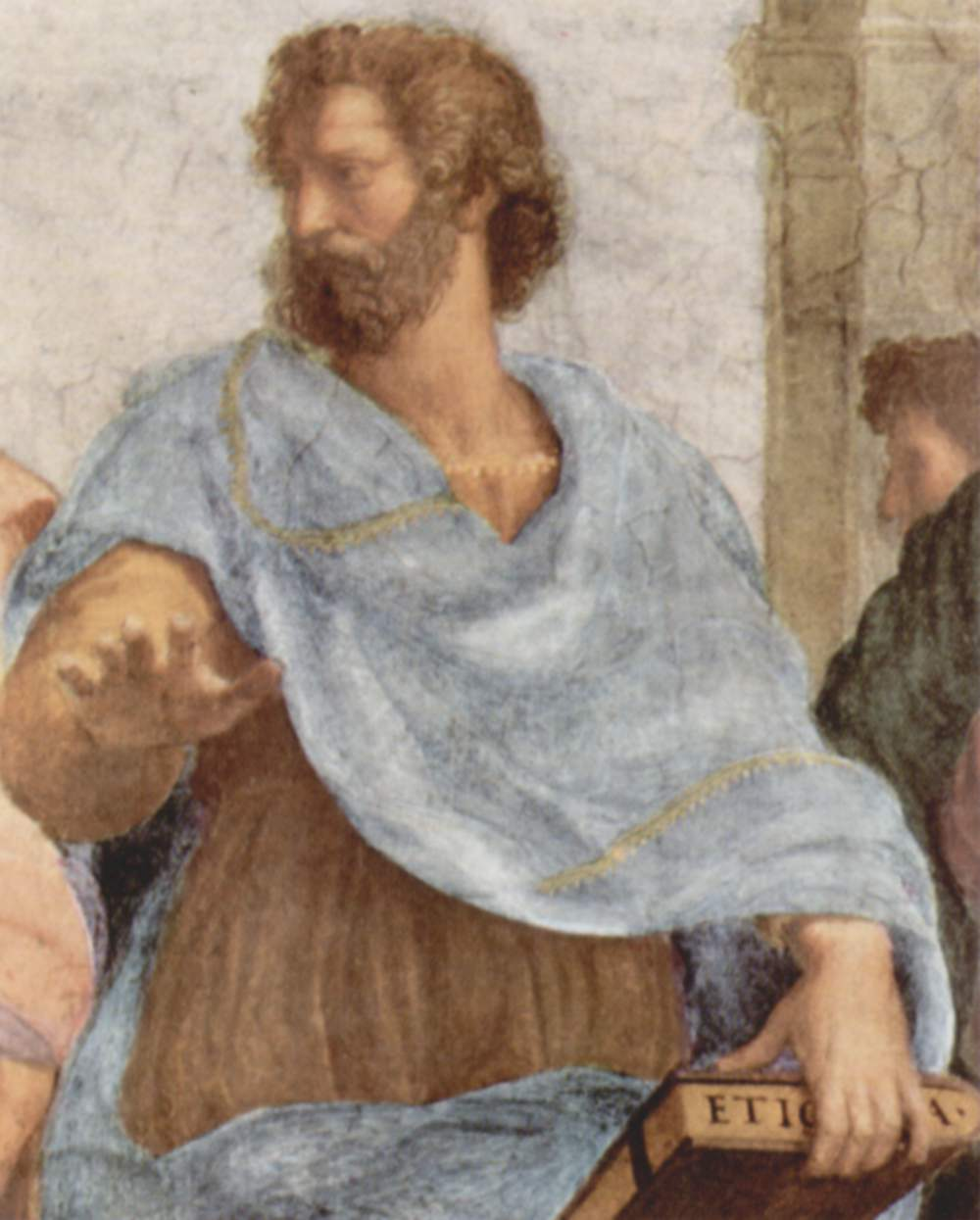
15. Aristoteles
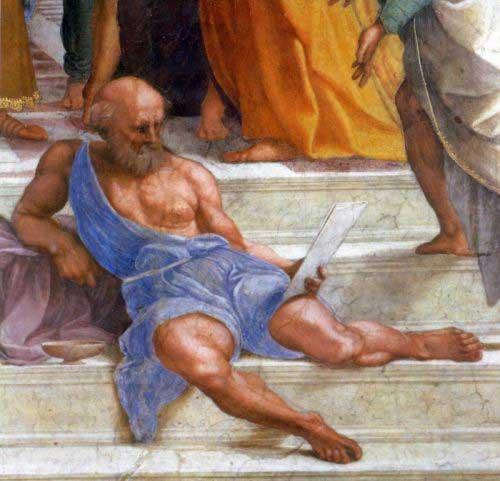
16. Diogenes
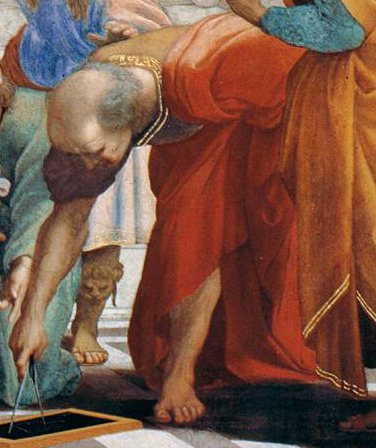
18. Euklid oder Archimedes (verkörpert durch Bramante)
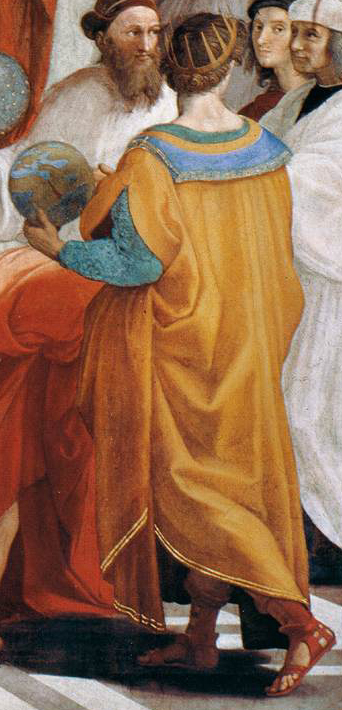
20. Ptolemäus
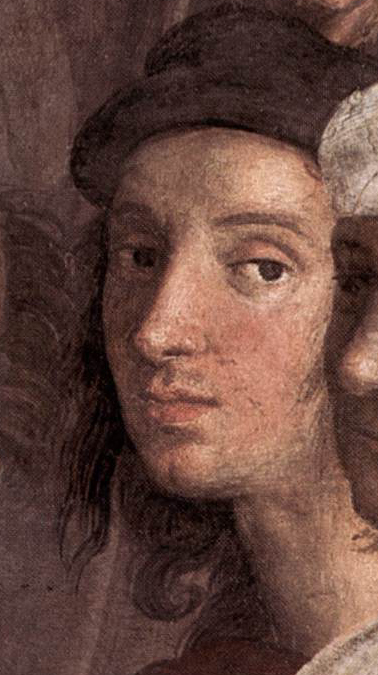
R Raffael

Siehe auch: Sixtinische Madonna, Platonische Akademie, Stanzen des Raffael

## Rezeption

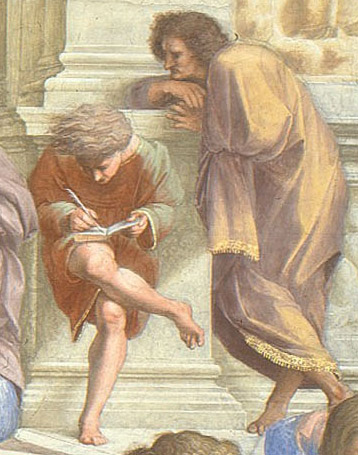
Ausschnitt, der für das Artwork der Use Your Illusion-Alben verwendet wurde

Salvador Dalí interessierte sich für die Geometrie des Bilds und verwendete es als Grundlage für sein surrealistisches stereografisches Werk Athen brennt! Die Schule von Athen und das Feuer im Borgo (1979–80).
Ein Ausschnitt des Bildes diente als Vorlage für die Plattencover der Alben Use Your Illusion I und II von der amerikanischen Hardrock-Band Guns N’ Roses. Ebenso wurde das Fresko in dem Musikvideo von „Tessellate“ der britischen Alternative-Pop-Band Alt-J verändert dargestellt. Im Gegensatz zu dem Original sind hier anstelle der Philosophen „Gangsta“ abgebildet, die in ähnlicher Konstellation und Haltung zueinander stehen. Auch für 100 Years of Film von Renato Casaro diente das Motiv als Vorlage, wobei hier Filmcharaktere dargestellt sind.
Das Bild ist ferner Motiv eines Wandteppichs, der seit 1879 die Frontseite des Plenarsaals der französischen Nationalversammlung im Palais Bourbon schmückt.
Am Kunstsilo der Universität Paderborn parodiert eine als „Schule von Paderborn“ 1982 entworfene Wandmalerei das Motiv.